# Entomoantyx
Entomoantyx is een geslacht van kevers uit de familie van de loopkevers (Carabidae). De wetenschappelijke naam van het geslacht is voor het eerst geldig gepubliceerd in 1990 door Ball & McCleve.

## Soorten
Het geslacht Entomoantyx is monotypisch en omvat slechts de volgende soort:
- Entomoantyx cyanipennis (Chaudoir, 1852)